# Ngedikes Olai Uludong
Ngedikes Olai Uludong (* 1979) ist eine Diplomatin aus Palau.

## Berufsweg
Ngedikes Olai Uludong diente von 1999 bis 2003 als Militärpolizistin der United States Army Reserve auf Guam. In dieser Zeit war sie 2001 auch Assistentin am Forschungszentrum für Mikronesien (MARC). An der University of Guam in Mangilao erhielt Uludong 2003 den Bachelor-Abschluss in Strafrecht. Das Masterstudium und ein Postgraduierten-Diplom absolvierte sie im Fach Klimawandel an der Universität des Südpazifiks (USP) in Suva, Fidschi.
Im Jahr 2005 begann Uludong ihre Berufslaufbahn als Lehrkraft an der Umweltbehörde Palaus. Sie wechselte an das Büro des Präsidenten und war bis 2009 Nationale Klimawandel-Koordinatorin. Von 2009 bis 2010 war sie Nationale Umweltplanerin und Sonderassistentin am Amt für Umweltschutz. Uludong wechselte in die Privatwirtschaft und wurde Umweltberaterin auf den Marshallinseln. Zuletzt war sie 2013 Beraterin für die Entsorgung fester Abfälle bei der Entwicklungsbank Asiens in Palau. Danach war sie Beraterin der Regierung der Republik Nauru, Verhandlungsführerin für Klimawandelthemen der Alliance of Small Island States (AOSIS, Allianz der kleinen Inselstaaten) und 2015 Seniorberaterin der AOSIS in New York.
Im April 2015 wurde Ngedikes Olai Uludong als Ständige Vertreterin und Nachfolgerin von Carlos Hiroshi Salii bei der Europäischen Union in Brüssel akkreditiert. Am 21. März 2017 übernahm sie zusätzlich das Amt der Ständigen Vertreter bei den Vereinten Nationen am Hauptsitz in New York.
Uludong hat auch die US-amerikanische Staatsbürgerschaft und spricht Englisch und Palauisch. Im Jahr 2015 war sie unverheiratet.